# Limavady United Football Club
El Limavady United Football Club es un club de fútbol de Irlanda del Norte, con sede en Limavady, Condado de Londonderry. Fue fundado en el año 1955, y compite en la NIFL Championship, segunda categoría del fútbol norirlandés.

## Historia
Fue fundado en el año 1955 en la ciudad de Limavady en el Condado de Derry. Después de mucho tiempo como equipo junior el club se unió a la Liga de Fútbol Irlandés en la temporada de 1997-1998, y alcanzó su primera semifinal de la Copa de Irlanda del Norte en más de un siglo en 2003-04. En 2008 el club perdió su condición de senior cuando no logró la admisión a la nueva Premiership de la IFA.
En abril de 2013, tres jugadores recibieron suspensiones tras ser declarados culpables de violar las reglas de apuestas de la IFA en uno de los partidos de liga del club. El club ganó el Campeonato NIFL 2 en la temporada 2015-2016 pero se les negó el ascenso a la NIFL Championship ya que no lograron solicitar una licencia. Sin embargo, fueron ascendidos como ganadores de la Premier Intermedia League en 2016. Serían relegados al final de la temporada 2018/19.
Después de una estancia en la tercera división, el club haría su regreso a la NIFL Championship después de una victoria por 3-0 ante Lisburn Distillery FC, y con ello también asegurando el trofeo de la liga.

### Préstamo de Carlos Tévez
En septiembre de 2011 el vicepresidente del club David Brewster emitió un fax al Manchester City FC, ofreciéndose a tomar a préstamo al internacional argentino Carlos Tévez después de que el jugador se negara a seguir como suplente en un partido de la UEFA Champions League. La oferta del club sugirió que se aseguraría de que Tévez se quedara jugando todos los partidos, pero pidió que el City siguiera pagando sus salarios reportados de 200.000 por semana, una cifra más alta que toda la facturación de Limavady durante un año.
La oferta, aunque significada como lengua en la mejilla se convirtió en noticia de titulares del mundo con algunas agencias de noticias creyendo que la oferta era seria. La historia obtuvo el breve reconocimiento mundial del club aunque el propio Manchester City FC no respondió.

## Palmarés

### Torneos nacionales
- Segunda División (2): 1983-84, 1992-93
- Copa de la Liga de Segunda División (2): 1992-93, 1995-96
- Tercera División (3): 2015-16, 2016-17, 2023-24
- Copa de la Liga Intermedia (3): 1973-74, 1995-96, 2016-17

### Torneos regionales
- North West Senior Cup (7): 1993-94, 1998-99, 2003-04, 2005-06, 2015-16, 2018-19, 2023-24
- Craig Memorial Cup (10): 1992-93, 1993-94, 1994-95, 2008-09, 2010-11, 2012-13, 2014-15, 2015-16, 2016-17, 2023-24